# Vocabularius utriusque iuris
Vocabularius utriusque iuris è un vocabolario giuridico.
Il Vocabularius utriusque iuris è una raccolta di termini e nozioni legali derivati da testi redatti tra il XIII e il XVI secolo. È con molta probabilità opera di un giurista tedesco dell’Università di Erfurt, di nome Jodicus, e fu stampato nella prima edizione a Basilea nel 1474; nell'intervallo di un secolo e mezzo ne furono poi pubblicate oltre settanta edizioni. 
Questo dizionario non era rivolto ai giuristi, bensì agli allievi, in particolare per due brevi lavori spesso inclusi nelle edizioni del Cinquecento e del Seicento: una guida di ortografia legale del giurista bergamasco Alberico da Rosate, intitolata Compendiolum de ortographia, e un trattato pedagogico del conte palatino Giovanni Battista Caccialupi, intitolato De modo studendi in utroque iure.